# Baruțu T. Arghezi
Baruțu T. Arghezi (n. 28 decembrie 1925, București – d. 26 august 2010, Arad) a fost un prozator, eseist și publicist român, fiul lui Tudor Arghezi, frate cu Mitzura Arghezi.
A fost membru al Uniunii Scriitorilor din România și autor a peste douăzeci de volume și numeroase studii literare și politice publicate în țară și străinătate..
Subiectul principal al scrierilor sale este satul, sătenii, arta și cultura autentic țărănească.